# Кочубей, Лев Викторович
Князь Лев Ви́кторович Кочубе́й (16 [28] апреля 1810 — 29 января [10] февраля 1890) — основатель и первый президент Полтавского сельскохозяйственного общества (1865—1878), полтавский губернский предводитель дворянства (1853—1859); действительный тайный советник.

## Биография
Происходил из рода Кочубеев. Родился 16 (28) апреля 1810 года в семье графа Виктора Павловича Кочубея и статс-дамы Марии Васильевны Васильчиковой. Был крещён 28 апреля в церкви Св. Двенадцати апостолов при Главном управлении почт и телеграфов, в крещении получил имя Терентий по имени своего крестного, рядового гренадерского полка Терентия Ильича Лапина, но никогда его не использовал.
Из Пажеского корпуса в 1828 году поступил на службу корнетом в кавалергардский Его Величества полк; с 1830 года — поручик. Во время польского восстания в июне 1831 года был назначен адъютантом к генерал-адъютанту П. П. Палену; отличился при взятии штурмом передовых варшавских укреплений и городского вала, за что был награждён орденом Владимира 4-й степени с бантом (19.05.1832). В 1834 году назначен адъютантом к командующему Гвардейским корпусом Великому князю Михаилу Павловичу; в 1836 году — штабс-ротмистр.
В 1837 году вышел в отставку в чине полковника. После увольнения из армии 10 лет Лев Викторович Кочубей жил в своём поместье в Диканьке, занимаясь сельским хозяйством.
Женился 1 ноября 1839 года на своей троюродной племяннице Елизавете Васильевне Кочубей, дочери тайного советника Василия Васильевича Кочубея.
В 1844 году он заказал архитектору Р. И. Кузьмину строительство особняка в Санкт-Петербурге (Сергиевская улица, 30; ныне улица Чайковского). Особняк строился два года, заканчивал проект архитектор Г. А. Боссе. В 1846 году Кочубей приехал в Петербург и поступил на службу в Министерство юстиции в чине коллежского советника. Недолго прожив в своём новом особняке, Л. В. Кочубей продал его графу Григорию Сергеевичу Строганову.

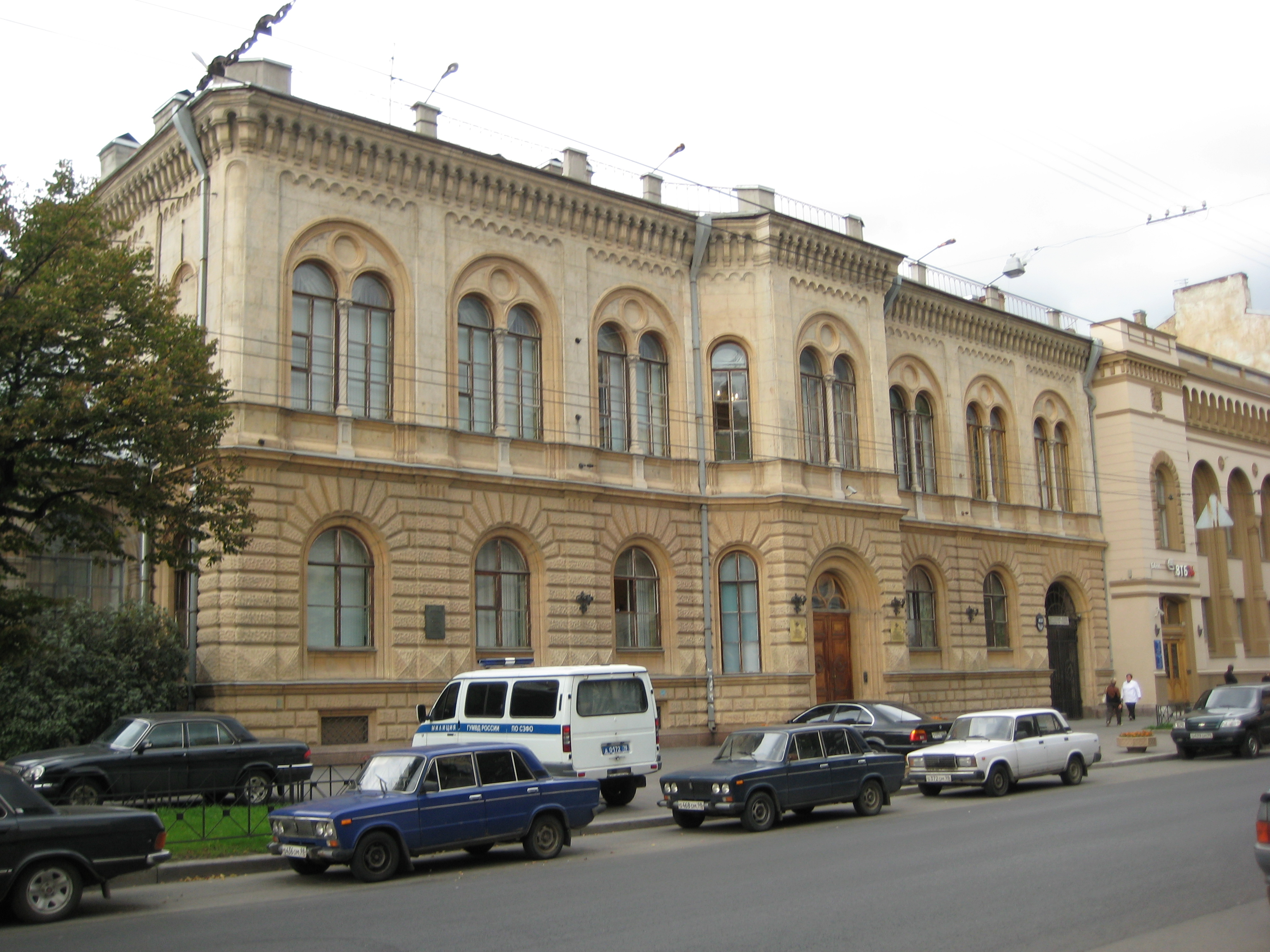
Особняк князя Л. В. Кочубея.
Ул. Чайковского, 30.

В 1849 году стал соучредителем Сормовского завода (компании Нижегородской машинной фабрики и Волжского буксирного и завозного пароходства).
По Высочайшему повелению Л. В. Кочубей ревизовал судебные учреждения Орловской, Курской, Воронежской и Тамбовской губерний, а позже канцелярию герольдий Правительствующего сената, за что был пожалован чином статского советника, был затем членом консультаций при министерстве юстиции. В 1850-х годах Л. В. Кочубей дважды избирался на должность Полтавского губернского предводителя дворянства. Был первым председателем полтавского сельскохозяйственного общества.

В 1859 году, когда оставил должность Полтавского губернского предводителя дворянства, был пожалован чином тайного советника. С началом Крымской войны принял активное участие в формировании ополчения. По словам графа С. Д. Шереметева:
… он был в своём роде замечательный тип. Львиная голова, «нос протижовен», величавая осанка. С женой он говорил торжественно и величал её Мадам де Кочубей.
В конце жизни Лев Викторович Кочубей навсегда уехал в Ниццу, где поселился во вновь выстроенном в 1878 году по заказу жены Елизаветы Васильевны дворце. Здесь он и умер 29 января 1890 года от эмболии. Похоронен на Русском кладбище в Ницце (фото могилы); здесь же была похоронена и его жена. Имел внебрачного сына Виктора Львовича Гриценко (1854—1893), служившего при русском посольстве в Константинополе.